# Andrej Alexandrovitj av Ryssland
Andrej Alexandrovitj av Ryssland, född 1897, död 1981, var en rysk storfurste. Han var son till Xenia Alexandrovna av Ryssland, och systerson till tsar Nikolaj II av Ryssland. 